# Gert Monheim

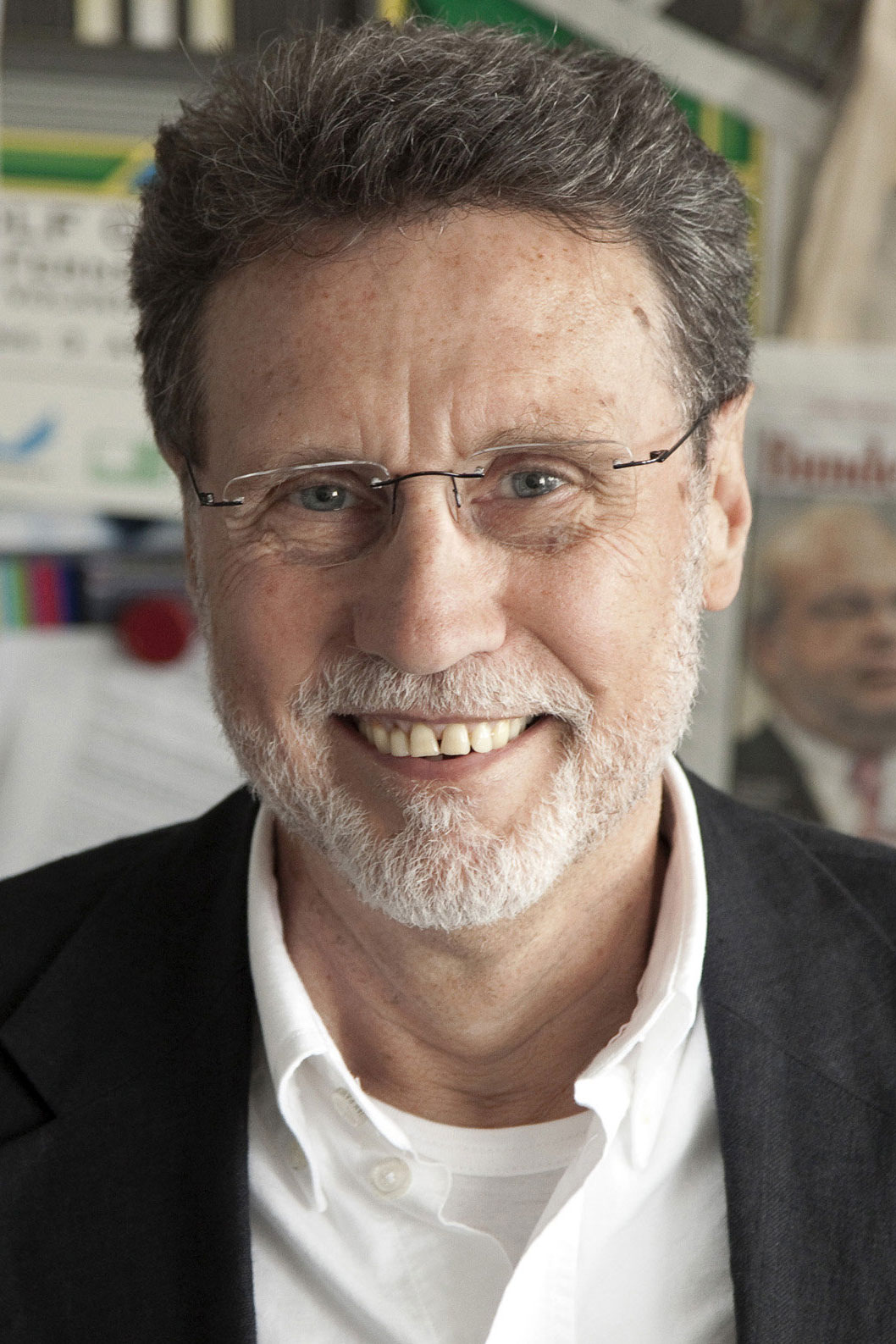
Gert Monheim

Gert Monheim (* 2. Dezember 1944 in Sankt Vith) ist ein deutscher Dokumentarfilmer und Journalist. Seit 1971 arbeitete er für den WDR. Von 1996 bis 1999 war er dort verantwortlicher Redakteur der Sendereihe Menschen hautnah und 2000 gründete er die politische Dokumentationsreihe die story. Insbesondere seit seinem Renteneintritt 2009 unterrichtet er  an Film- oder Medienakademien.

## Leben
Nach dem Studium von Geschichte, Politikwissenschaften und Deutsch an der Universität zu Köln begann Gert Monheim 1971 beim WDR als Fernsehreporter. Er arbeitete fünf Jahre als Reporter, Moderator und Redakteur im aktuellen Bereich, beschäftigte sich aber schon bald mit längerfristigen gesellschafts- und sozialpolitischen Themen. 1976 übernahm er für drei Jahre die Leitung der Redaktion Medienerziehung beim WDR-Schulfernsehen. In den Jahren 1980/81 war er Leiter der medienkritischen ARD-Sendung Glashaus. Seit 1982 realisierte und produzierte er in der Programmgruppe Inland des Westdeutschen Rundfunks Fernsehdokumentationen, Features und Reportagen. Er arbeitete insbesondere für die Sendereihe Gesucht wird …, eine vielbeachtete und vielfach ausgezeichnete investigative Dokumentationsreihe, die der Westdeutsche Rundfunk in die ARD einbrachte. Von 1996 bis Ende 1999 war er verantwortlicher Redakteur der WDR-Sendereihe Menschen hautnah. In dieser Sendereihe werden bis heute Menschen porträtiert, deren Entwicklung spannend ist und deren Leben berührt. Im Jahr 2000 gründete er die Sendereihe die story, die politische Dokumentationen aus dem Inland und Ausland für das WDR-Fernsehen und die ARD realisiert. Diese Sendereihe will in konkret erzählten Geschichten beispielhaft relevante gesellschaftliche Entwicklungen deutlich machen. Von Anfang an legte die Redaktion großen Wert auf investigative Recherchen und einen klaren Erzählstil. 2004 legte Gert Monheim die Leitung der Redaktion nieder und konzentrierte sich wieder ganz auf seine Tätigkeit als Autor und Regisseur.
2009 verließ Gert Monheim als 65-Jähriger den WDR und wandte sich verstärkt seiner Tätigkeit als Dozent an Film- oder Medienakademien zu. Er unterrichtete an der Filmakademie Baden-Württemberg in Ludwigsburg und an der Internationalen Filmschule Köln (Recherche für Fernsehdokumentationen, Gesprächs- und Interviewtechnik, Analyse von Exposés für dokumentarische Formate) und an der ARD-ZDF-Medienakademie (u. a. Kritische Beiträge – Professionelle Recherche und juristische Absicherung ab 2010 gemeinsam mit Stephan Michelfelder und seit 2016 mit Joachim Ebhardt, nacheinander stellv. Justitiare des WDR.)
Von 2009 bis 2023 war Gert Monheim Vorstandsmitglied der Journalistenorganisation Netzwerk Recherche. Außerdem gehörte er viele Jahre dem Schlichtungsausschuss des WDR an.
Für seine Dokumentationen und Reportagen bekam er viele Auszeichnungen. 2010 wurde er mit dem Sonderpreis des Hanns-Joachim-Friedrichs-Preises für die Redaktion der WDR-Dokumentationsreihe die story ausgezeichnet. Er erhielt drei Grimme-Preise; u. a. für „Gesucht wird … eine Todesursache“ (1986) und „Gesucht wird … Gift am Arbeitsplatz“ (1988). Ein Grimme-Preis wurde ihm im Jahr 2004 für die Entwicklung der Sendereihe die story verliehen. 2007 bekam er den Deutschen Fernsehpreis für die beste Reportage. Darüber hinaus erhielt er zweimal den Civis-Medienpreis u. a. für eine Dokumentation über die Ausschreitungen in Rostock-Lichtenhagen gegen Flüchtlinge. Ökomedia-Auszeichnungen erhielt er für „Gesucht wird … Gift am Arbeitsplatz“ und für „Holzschutzmittelhersteller auf der Anklagebank“.
Gert Monheim ist seit 1971 mit Rosmarie Monheim verheiratet, mit der er zwei Söhne hat. Er lebt in Rösrath.

## Filme und Auszeichnungen (Auswahl)
- 1982: Manteuffelstraße 40 – Geschichte eines Hauses
- 1985: Erst stirbt das Wasser: Greenpeace gegen Rheinverschmutzer

Auszeichnung als beste journalistische TV-Reportage der medikinale international parma M.I.P. '87
- 1986: Gesucht wird … eine Todesursache

Adolf-Grimme-Preis mit Gold 1987
Goldener Gong 1986
FS-Preis Filmfestival Varna, Bulgarien 1987
- 1988: Gesucht wird … Gift am Arbeitsplatz

Adolf-Grimme-Preis mit Silber 1989
Journalistenpreis 1988 der Deutschen Umweltstiftung
Auszeichnung Ökomedia für die beste journalistische Leistung 1988
Auszeichnung der „Tage des unabhängigen Films 1989“
- 1989: Gesucht wird … ein Bankgeheimnis
- 1990: Die Montagsreportage: Die Stadt, das Gift und der Bayer Konzern
- 1990: Gesucht wird … Dioxin
- 1990: Die Montagsreportage: Go East – Marktwirtschaft zieht in Chemnitz ein
- 1991: Die Müllschieber – Wie man mit giftigem Abfall Geschäfte machen kann

BUND Journalistenpreis „Grüner Zweig“ als Anerkennung für besonderes Engagement für die Belange des Natur- und Umweltschutzes, 1991
- 1992: „Es war ein Stück von seinem Herzen“ – Die Geschichte eines Schrankes und seines jüdischen Besitzers
- 1992: Zeitbombe Dhünnaue – Auf der Bayer-Altlast soll ein Rheinpark entstehen
- 1992: Zum Beispiel Berlin – Über den Umgang mit Ausländerfeindlichkeit

Civis-Preis 1992
- 1993: Wer Gewalt sät … Von Biedermännern und Brandstiftern

Civis-Preis 1993
- 1993: Holzschutzmittelhersteller auf der Anklagebank

ÖKOMEDIA-Auszeichnung für die beste journalistische Leistung
Hauptpreis beim EKOTOPFILM-Festival in Zilina (Slovak. Republik)
- 1993: Tod auf Bestellung – Das Geschäft mit dem Sterben
- 1993: Globus: Holzschutzmittel auf der Anklagebank
- 1994: Traumziele: Bei den Felsenmenschen in der Sahara
- 1994: Weltreise: Im Herzen der Sahara
- 1994: Hannsheinz Porst: Aus Gegensätzen leben
- 1994: Töten ohne Strafe. Das Urteil zum Geschäft mit dem Tod
- 1994: Gesucht wird … Die Wahrheit von Solingen
- 1996: Grenzerfahrung – Zwischen Deutschland und Tschechien
- 1996: Ein abschreckender Erfolg – Das neue Asylrecht vor dem Kadi

Pressepreis 1997 des Deutschen Anwaltsvereins Frankfurt
- 1999: Gesucht wird…das Ärzte-Kartell
- 2001: Der Milliardencoup des Dr. Schneider

Deutscher Wirtschaftsfilmpreis (2001)
- 2003: die story: Mariannes Heimkehr – Die Jüdin, der Beamte und das Dorf
- 2003: die story: Das Erbe der Väter – Wie der Otto-Wolff-Konzern arisch wurde[6]
- 2005: die story: Sie hat sich benommen wie eine Deutsche – Mord im Namen der Ehre?[7]

Journalist des Jahres in der Kategorie Reporter, Medium Magazin.
- 2007: ARD-Doku / Menschen hautnah: Die starke Susi – Boxen zum Überleben[8]
- 2007: Der Gotteskrieger und seine Frau

Deutscher Fernsehpreis 2007 für die beste Reportage
- 2009: Menschen hautnah: Ich war Baulöwe Dr. Schneider[9]

Hanns-Joachim-Friedrichs-Preis für Fernsehjournalismus 2010